# Districte de Bačka de l'Oest

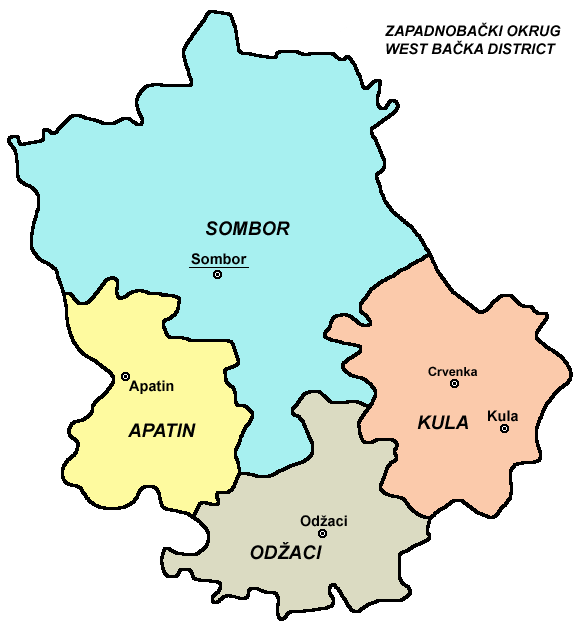
Mapa del districte

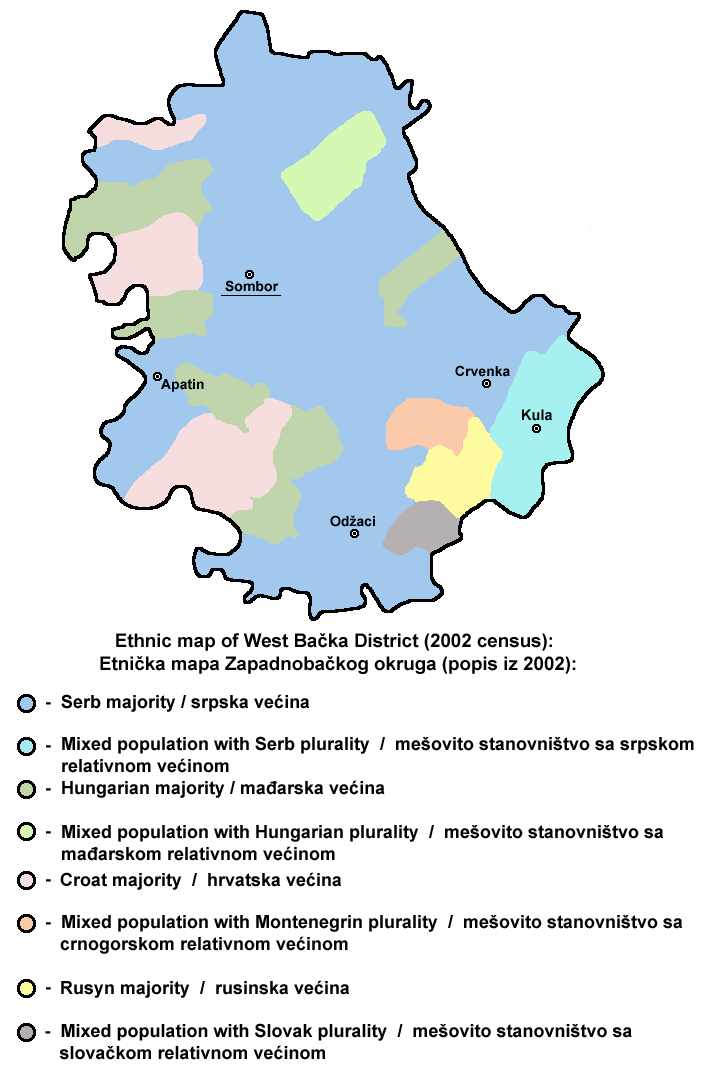
Mapa ètnic del districte (cens del 2002)

El Districte de Bačka de l'Oest (en serbi:Западнобачки округ/Zapadnobački okrug) és un districte de Sèrbia situat al nord-oest del país. Es troba a la regió geogràfica de Bačka, a la província autònoma de la Voivodina. Té una població de 188.087 habitants, i la seva seu administrativa es troba a Sombor.

## Nom
En serbi el districte es coneix com a Zapadnobački okrug o Западнобачки округ, en croat com a Zapadnobački okrug, en hongarès com a Nyugat-bácskai körzet, en eslovac com a Západnobáčsky okres, en romanès com a Districtul Bacica de Vest, i en rutè com a Заходнобачки окрух.

## Municipis
El districte està format pels següents municipis:
- Sombor
- Apatin
- Odžaci
- Kula

## Demografia
Segons l'últim cens oficial, de l'any 2011, el districte de Bačka de l'Oest té 188.087 habitants. La composició ètnica del districte és la següent:
| Grup ètnic   | cens 2002 | cens 2002 | cens 2011 | cens 2011 |
| Grup ètnic   | Número    | %         | Número    | %         |
| ------------ | --------- | --------- | --------- | --------- |
| Serbis       | 134.644   | 62,92%    | 122.848   | 65,31%    |
| Hongaresos   | 21.825    | 10,2%     | 17.576    | 9,34%     |
| Croats       | 12.960    | 6,06%     | 10.879    | 5,78%     |
| Montenegrins | 9.182     | 4,29%     | 5.070     | 2,70%     |
| Rutens       | 5.535     | 2,59%     | 4.718     | 2,51%     |
| Gitanos      | 1.941     | 0,91%     | 3.018     | 1,60%     |
| Bunjevci     | 2.806     | 1,31%     | 2.162     | 1,15%     |
| Ucraïnesos   | 1.508     | 0,71%     | 1.344     | 0,71%     |
| Romanesos    | 1.620     | 0,76%     | 1.340     | 0,71%     |
| Iugoslaus    | 6.870     | 3,21%     | 1.274     | 0,68%     |
| Eslovacs     | 1.264     | 0,59%     | 1.096     | 0,58%     |
| Total        | 214.011   |           | 188.087   |           |

## Història administrativa
Al segle IX l'àrea va ser governada pel duc búlgaro-eslau Salan. Del segle xi al XVI, durant l'administració del Regne d'Hongria, el territori va estar dividit entre el Comtat de Bács-Bodrog i el Comtat de Csongrád. El 1526-1527,l'àrea va ser administrada per un governador serbi independent, l'emperador Jovan Nenad, mentre que durant l'administració otomana (segles XVI-XVII) va formar part del Sanjak de Segedin.
Durant l'administració dels Habsburg (segle xviii), el territori es dividia en el Comtat de Batsc, el Comtat de Bodrog i la Frontera Militar. Els dos comtats es van unir en un sol comtat, el Comtat de Batsch-Bodrog al segle xviii. Des de l'abolició de la secció de Theiß-Marosch de la Frontera Militar l'any 1751, part d'aquest territori es va incloure també al comtat de Batsch-Bodrog. Cap al 1850, l'àrea formava part majoritàriament del districte de Sombor, tot i que algunes parts pertanyien al Districte de Novi Sad. Després de 1860, la zona es va tornar a incloure al comtat de Batsch-Bodrog.
Durant l'administració del Regne dels Serbis, Croats i Eslovens (1918-1941) l'àrea va formar part del comtat de Novi Sad (1918-1922), l'Oblast de Bačka (1922-1929), i la Banovina del Danubi (1929-1941).
Durant l'ocupació germano-hongaresa (1941-1944), l'àrea va ser inclosa al Comtat de Bács-Bodrog. Des de 1944, el territori va formar part de la Voivodina Autònoma Iugoslava. El districte actual va ser definit el 29 de gener de 1992.